# Jorieke Sterken
Jorieke Sterken (Zwolle, 3 januari 1999) is een Nederlandse singer-songwriter.

## Biografie
Sterken werd geboren in Zwolle en groeide op in Ommen. Al op jonge leeftijd creëerde ze een liefde voor countrymuziek. In 2018 deed ze mee aan het televisieprogramma House of Talent op SBS6, waarin ze 24 uur per dag werd gevolgd door camera's. Sterken werd hiervoor gekozen uit zesduizend aanmeldingen. Na drie maanden verliet ze het huis. Twee jaar later deed Sterken mee aan The voice of Holland. Als onderdeel van team Waylon behaalde ze de battleronde. Een jaar later maakte Sterken onderdeel uit van de Almelose band Vintage Rebel. Ook bracht ze in samenwerking met Jaap Reesema de single Something About the Weather uit.
Als solozangeres bracht Sterken de single Vette boeren uit, een eigen tekst op het nummer I steh auf Bergbauernbaum van de Oostenrijkse zangeres Melissa Naschenweng. Met dit nummer deed Sterken in januari 2025 mee aan het televisieprogramma The Headliner op RTL 4. Hierna kwam Vette boeren op 1 binnen in de Viral 50 Nederland van Spotify. Sterken behaalde, net als de eveneens uit Twente afkomstige Boukje Loohuis, de halve finale van het programma.
In 2025 bracht Sterken het nummer Sex Bier Rum uit, een knipoog naar het Friese Sexbierum en in juni 2025 de single Roxy Trekker, een knipoog naar zangeres Roxy Dekker.

## Discografie

### Singles
| Jaar | Titel                    |
| ---- | ------------------------ |
| 2023 | Vette boeren             |
| 2024 | Rikie                    |
| 2024 | Blikkendag               |
| 2024 | Miljoenen sterren        |
| 2025 | Sex bier rum (Sexbierum) |
| 2025 | Roxy trekker             |